# Laurențiu Leoreanu
Laurențiu Dan Leoreanu (n. 5 august 1965, Roman, Neamț, România) este un politician român, deputat de Neamț din decembrie 2016, și anterior primar al municipiului Roman.

## Cariera politică
De profesie profesor de matematică, a predat la școala generală din Trifești și apoi la Colegiul Tehnic „Miron Costin” din Roman. A fost ales consilier local în Roman din partea PSD în 2004. După 4 ani, a trecut la PDL și a fost ales primar al aceluiași oraș.
A fost membru PDL până în octombrie 2014 când, profitând de o controversată ordonanță a guvernului Victor Ponta ce permitea primarilor să-și schimbe partidul fără a pierde mandatul de primar, s-a retras, devenind independent.
A susținut candidatura Elenei Udrea la alegerile prezidențiale din noiembrie 2014 și apoi a susținut Partidul Mișcarea Populară (PMP) în campania pentru alegerile europarlamentare din 2014. Cu toate acestea, nu a aderat la PMP, intrând în Partidul Național Liberal (PNL), cu care anterior fuzionase fostul său partid, PDL.
La alegerile legislative din 2016, a obținut un mandat de deputat din partea PNL.